# Anartodes lanuginosa
Anartodes lanuginosa är en fjärilsart som beskrevs av Smith 1900. Anartodes lanuginosa ingår i släktet Anartodes och familjen nattflyn. Inga underarter finns listade i Catalogue of Life.